# Death in June
Death in June — музичний проєкт англійського фолк-музиканта Дугласа Пірса, відомішого під псевдонімом Douglas P. Група Death in June сформувалася у Великій Британії в 1981 році у вигляді тріо. У 1985 більшість учасників зайнялися власними проєктами, а група перетворилася на сольний проєкт Douglas P. з різними запрошеними музикантами. В наш час[коли?] Douglas P. живе в Австралії.
Протягом існування Death in June їх стиль зазнав значних змін — від пост-панку і індастріал до мелодійнішої музики, близької за звучанням до фолку. Незважаючи на спірність і сумнівну епатажність Death in June, пов'язану з експлуатацією групою нацистської тематики, група отримала значну популярність в постіндастріал-колах. Завдяки музиці Douglas P. поширився новий музичний стиль — неофолк, в якому й виконані останні альбоми групи.

## Дискографія

### Альбоми
- The Guilty Have No Pride (1983)
- Burial (1984)
- Nada! (1985)
- The World That Summer (1986)
- Brown Book (1987)
- The Wall of Sacrifice (1989)
- Östenbräun (1989) — спільно з Les Joyaux De La Princesse
- 1888 (1990) — спліт з Current 93
- But, What Ends When the Symbols Shatter? (1992)
- Rose Clouds of Holocaust (1995)
- Death in June Presents: KAPO! (1996)
- Take Care & Control (1998) — за участю Albin Julius из Der Blutharsch
- Operation Hummingbird (2000) — за участю Albin Julius из Der Blutharsch
- All Pigs Must Die (2001)
- Alarm Agents (2004) — спільно з Boyd Rice
- Free Tibet (2006) — за участю David Tibet из Current 93
- The Rule of Thirds (2008)
- Peaceful Snow (2010)

### Сингли
- Heaven Street (1981)
- State Laughter (1982)
- She Said Destroy (1984)
- Born Again (1985)
- Come Before Christ and Murder Love (1985)
- To Drown a Rose (1987)
- Paradise Rising (1992)
- Cathedral of Tears (1993)
- Sun Dogs (1994)
- Black Whole of Love (1995)
- Kameradschaft (1998)
- Passion! Power!! Purge!!! (1998)
- We Said Destroy (2000)

## Медіа
- Of Runes and Men [Архівовано 21 січня 2017 у Wayback Machine.]
- She Said Destroy - Brest 2005 [Архівовано 12 жовтня 2016 у Wayback Machine.]
- Little Black Angel [Архівовано 30 вересня 2016 у Wayback Machine.]
- Fall Apart
- Rose clouds of holocaust [Архівовано 6 липня 2012 у Wayback Machine.]
- All Pigs Must Die [Архівовано 5 травня 2011 у Wayback Machine.]

| Валторна | Це незавершена стаття про музичний колектив. Ви можете допомогти проєкту, виправивши або дописавши її. |